# Oscinimorpha arcuata
Oscinimorpha arcuata är en tvåvingeart som först beskrevs av Oswald Duda 1932.  Oscinimorpha arcuata ingår i släktet Oscinimorpha och familjen fritflugor. Inga underarter finns listade i Catalogue of Life.